# Olfersia
Olfersia , rod papratnica smješten u porodicu Dryopteridaceae, dio potporodice  Polybotryoideae. Postoje četiri vrste iz tropske Južne i Srednje Amerike.

## Vrste
1. Olfersia alata C.Sánchez & Caluff
2. Olfersia cervina (L.) Kunze
3. Olfersia macrostegia (Hook.) comb.ined
4. Olfersia ochropteroides (Baker) comb.ined.

## Sinonimi
- Dorcapteris C.Presl